# Andreas Vollmer
Andreas Vollmer (* 30. Juli 1966 in Tübingen) ist ein deutscher Diplomsportlehrer und Volleyball-Trainer.

## Werdegang
Andreas Vollmer war bisher in Deutschland Trainer beim TV Rottenburg (1984–1990), in der Bundesliga bei Bayern Lohhof (1990–91) und der TSG Tübingen (1991–1996). Von 1996 bis 2002 trainierte er in der Schweiz die NLA Volleyball-Frauen von Kanti Schaffhausen, 2003 bis 2006 die Frauen von Volley Franches-Montagnes und von 2006 bis 2011 wieder Kanti Schaffhausen. Dazu arbeitete er parallel als Auswahltrainer mit diversen Regionalauswahlen RVNO und mit der Schweizer Frauen Nationalmannschaft zusammen. Von 2011 bis 2015 war Vollmer Cheftrainer beim Bundesligisten 1. VC Wiesbaden. Danach wechselte Vollmer zum Ligakonkurrenten USC Münster. Seit dem 9. November 2015 war Vollmer zusätzlich Co-Trainer der deutschen Frauen-Nationalmannschaft. 2017 kehrte Vollmer zurück in die Schweiz zu Sm’Aesch Pfeffingen. Seit 2022 ist Vollmer bei Genève Volley als Cheftrainer beschäftigt. Zudem führte er seit 2022 die ungarische Frauen-Nationalmannschaft, mit der er sich für die EM 2023 qualifizierte.

## Privates
Andreas Vollmer wohnt in der deutschen Enklave Büsingen im Landkreis Konstanz, also innerhalb des Kantons Schaffhausen. Er ist mit der ehemaligen Volleyball- und Beachvolleyballnationalspielerin Jana Vollmer verheiratet und hat eine Tochter Matilda.